# استاد خرناس
استاد خرناس یک شخصیت طنز رادیویی و تلویزیونی در ایران است که توسط داریوش کاردان آفریده شد. شخصیت رادیویی «استاد خرناس» در برنامه «عصرانه» که از سال ۱۳۶۸ به مدت پنج سال را به صورت زنده اجرا می‌شد در این برنامه متولد شد.
او شاعری با سبک و سیاق بهلول بود که اتفاقات دوران خودش را نقد می‌کرد.
داریوش کاردان در دهه شصت جرئت کرد در لباس «استاد خرناس» با مسئولان سیاسی کشور ایران، در رادیو شوخی کند.

## تاریخچه ایجاد شخصیت
در رادیو
استاد خرناس نخستین بار از سال ۱۳۶۸ در برنامه رادیویی عصرانه که به صورت زنده اجرا می‌شد معرفی و شخصیت پردازی گردید. داریوش کاردان که از سال ۱۳۶۸ بمدت ۵ سال مجری برنامه عصرانه در رادیو بود، ایفای نقش شخصیت استاد خرناس در آن برنامه بعهده داشت.
در تلویزیوناستاد خرناس در مجموعه تلویزیونی شبکه سه و نیم محصول سال ۱۳۸۳ شبکه ۳ تلویزیون ایران حضور داشته‌است. در این مجموعه به داریوش کاردان پیشنهاد تأسیس یک شبکه تلویزیونی خصوصی برای مطرح کردن مشکلات جامعه داده می‌شود. او نمی‌پذیرد، ولی او استاد خرناس را که شخصی زیرک است، برای مدیریت این شبکه معرفی می‌کند.